# .eu
.eu è il dominio di primo livello nazionale assegnato all'Unione europea.
Il dominio è gestito da European Registry for Internet Domains (EURid), un'organizzazione non profit istituita dai gestori dei domini di Belgio, Italia e Svezia.

## Storia

### Un ccTLD non assegnato ad una nazione
Il dominio .eu fu approvato dall'ICANN il 22 marzo 2005 e i root server DNS vennero aggiornati il 2 maggio 2005, nonostante l'Unione Europea non sia una nazione (si tratta un'organizzazione internazionale, di tipo sovranazionale e intergovernativo). Esistono comunque altri precedenti nella creazione di domini di primo livello nazionali per enti non nazionali (ad esempio il dominio .nato).

### Sunrise period
Il sunrise period è stato il primo periodo di registrazione dei domini .eu, sfruttabile solo dai richiedenti che potevano vantare diritti sul nome (marchi registrati, nomi geografici, nomi di società...), accompagnati da documenti che provassero tali diritti. Quindi la richiesta veniva validata dalla PricewaterhouseCoopers (Belgio), un ente accreditato dall'EURid.
Il registro venne aperto il 7 febbraio 2006 e nei primi 15 minuti pervennero 27.949 richieste. Dopo un'ora erano già 71.235.

### Apertura alle persone fisiche e alle imprese non titolari di diritti sul nome
Il 7 aprile 2006 il registro venne aperto anche alle persone fisiche e alle imprese non titolari dei diritti del sunrise period. La tecnica utilizzata per gestire l'assegnazione si basava su code di pre-registrazione, in cui i richiedenti chiedevano alla loro società di registrazione di essere inseriti nelle code. Tuttavia le società di registrazione più grandi, quindi con più problemi a gestire le code, hanno permesso ai loro clienti di essere iscritti in più code presso più società diverse in modo da accelerare il processo. Le richieste di domini .eu ammontano a circa 1,5 milioni a settimana.

## Domini internazionalizzati
Nel 2016 è stato assegnato il dominio di primo livello internazionalizzato .ею per il cirillico. Nel 2019 è stato assegnato il dominio di primo livello internazionalizzato .ευ per l'alfabeto greco.

## Domini di secondo livello
Il dominio di secondo livello .europa.eu è riservato ai siti delle istituzioni dell'Unione europea e ha sostituito dal 2006 il precedente .eu.int.

## Critiche
Bob Parsons, AD e cofondatore di GoDaddy, criticò il processo di "corsa alla terra" progettato da EURid. In particolare condannò l'uso di compagnie di copertura da parte di alcuni registrar. Nel suo blog, Parsons dichiarò: "Queste aziende, invece di registrare il loro registrar attivo, hanno creato centinaia di nuovi registrar 'fantasma'". Parsons ha citato un gruppo di circa 400 compagnie, tutte con indirizzi e contatti simili, con sede a New York, ognuna registrata come LLC. Secondo Parsons, questi erano registrar fantasmi "creati per dirottare la corsa ai domini .eu".
Patrik Lindén, portavoce di EURid, negò le accuse di Parsons, dichiarando che «EURid verifica che ogni registrar fosse un'entità legale individuale. Ognuno ha dovuto firmare un accordo con noi, e anticipare 10 000 euro». Parsons però non contestò che ogni registrar fosse un'entità legale separata, ma fece notare che creare tali entità era banale: «Mr. Linden sembra orgoglioso che il registro EURid verifichi che ogni richiedente sia un'entità legale prima di venire accreditato. Prendetevi un momento e pensate a cosa significa. Potete costituire un'entità legale per 50 $ – una LLC – e siete a posto. È questo quello che vogliamo che faccia un registro? Non vogliamo invece che si assicurino che le organizzazioni cui permettono di fornire i nomi di dominio all'utente finale – in particolare i nomi di dominio europei – operino veramente nel campo della registrazione dei domini?».

## Brexit
Con l'uscita del Regno Unito dall'Unione europea i domini .eu registrati da cittadini britannici non residenti nell'Unione europea o appartenenti ad aziende e organizzazioni del Regno Unito sono stati oggetto di procedure per la rimozione dal registro nel corso del 2021.